# Череда зчеплена
Череда зчеплена (Bidens connata) — вид рослин з родини айстрових (Asteraceae), поширений у Канаді й США.

## Опис
Однорічна трав'яниста рослина 15—150 см заввишки. Стебло в основному голі й пурпурове. Листки від ланцетних до ромбічно-ланцетних, грубо зубчасті. Голови квіток дуже довго черешкові й ≈ 15 міліметрів завширшки. Зовнішніх листоподібних приквітків 4—6; вони набагато довші від внутрішніх. Трубчасті квіти буро-коричневого кольору, часто з домішкою червоного. Плоди ромбічної форми у поперечному перерізі. Зовнішні плоди зазвичай мають чотири ості та значно звужені.

## Поширення
Поширений у Канаді й США; натуралізований у Європі, у тому числі Україні.

## Галерея

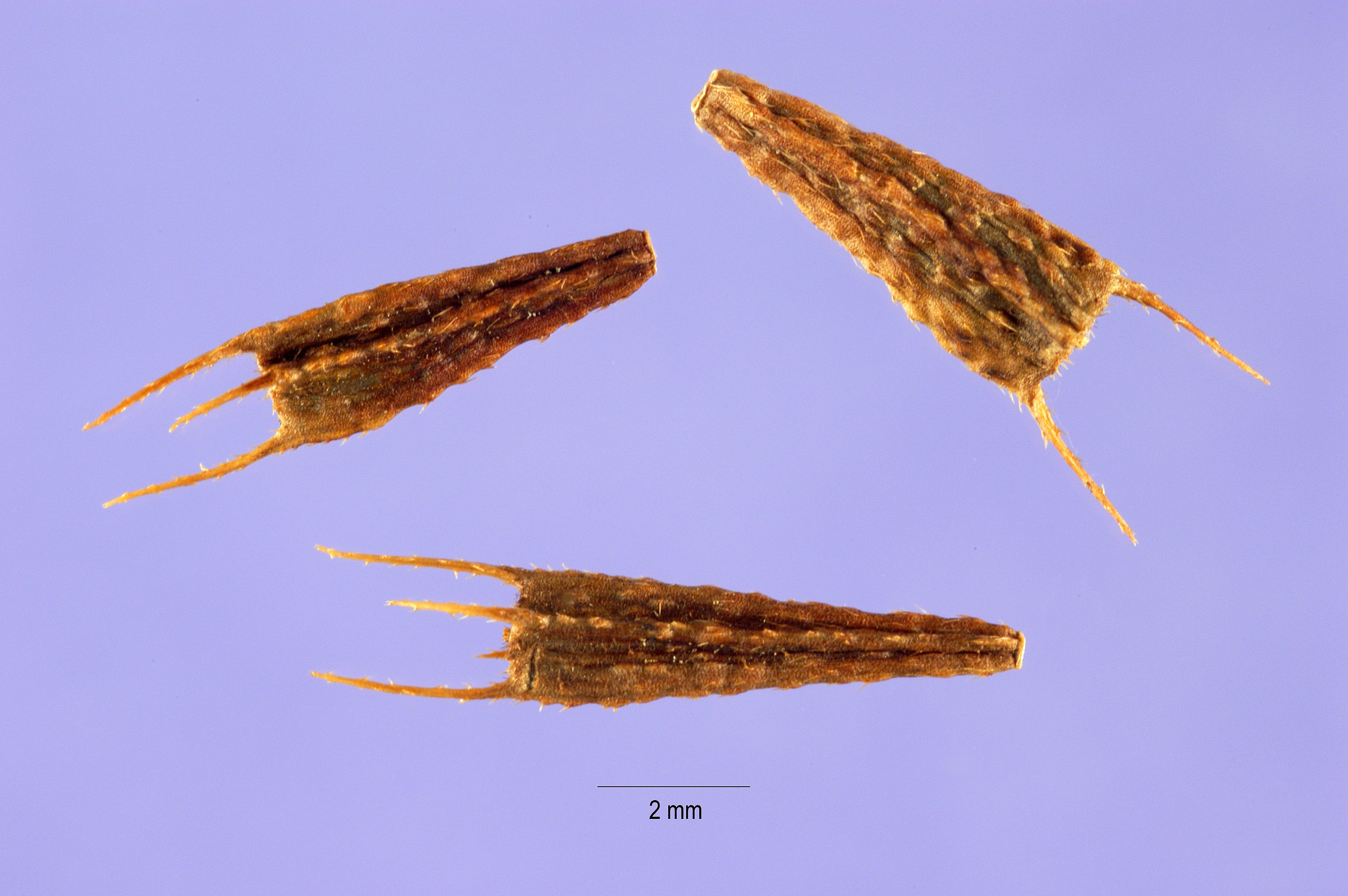
насіння
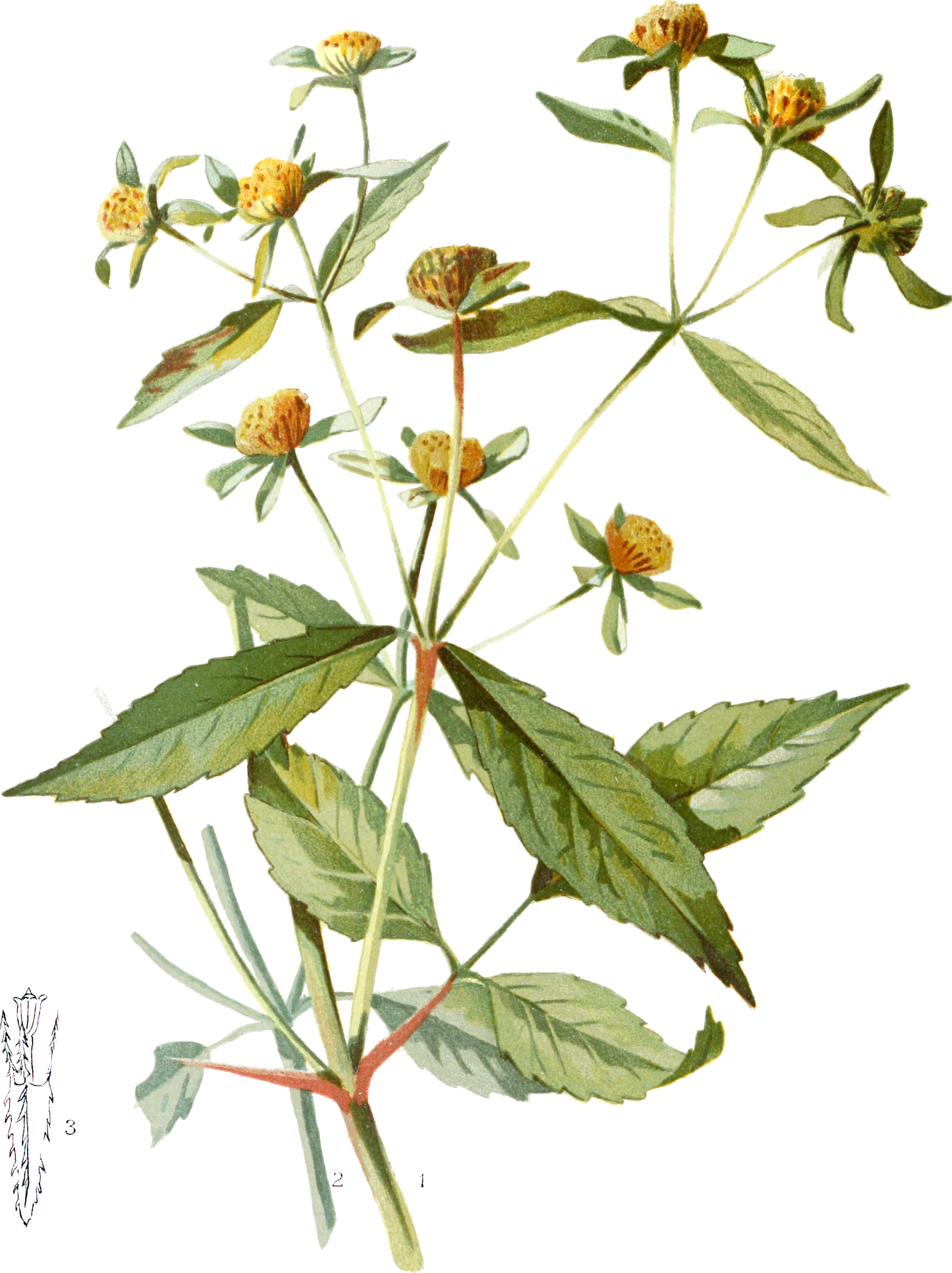
ілюстрація